# Pediasia siculella
Pediasia siculella là một loài bướm đêm thuộc họ Crambidae.
Loài này có ở Sicilia, Malta, Tây Ban Nha, Tunisia và Maroc.